# Острейково
Острейково — деревня в Островском районе Псковской области. Входит в состав Воронцовской волости.
Расположена у левого берега реки Черёха, в 34 км к востоку от города Остров и в 15 км к северо-востоку от волостного центра, села Воронцово.
Численность населения деревни по состоянию на 2000 год составляет 12 жителей.
До 2005 года деревня входила в состав ныне упразднённой Шаркуновской волости с центром в д.Погорелка.